# Практична магія 2
«Практична магія 2» (англ. Practical Magic 2) — майбутній американський фентезійний романтичний драматичний фільм 2026 року режисерки Сюзанни Бір за сценарієм Аківи Голдсмана, який є продовженням фільму 1998 року «Практична магія». Фільм заснований на романі Еліс Гоффман 2021 року «Книга магії», продовженні оригінального роману. У головних ролях Сандра Буллок, Ніколь Кідман, Стокард Ченнінг та Даянн Віст.

## Синопсис
Сім'я відьом у кількох поколіннях, проклята на віки без любові, намагається зняти закляття, зіткнувшись з темними таємницями і жертвуючи собою заради одне одного.

## Акторський склад
| Актор           | Роль                 |
| --------------- | -------------------- |
| Сандра Буллок   | Саллі Оуенс          |
| Ніколь Кідман   | Джилліан Оуенс       |
| Стокард Ченнінґ | Френсіс Оуенс        |
| Даян Віст       | Бріджит «Джет» Оуенс |
| Джої Кінг       |                      |
| Шоло Марідуенья |                      |
| Мейзі Вільямс   |                      |
| Лі Пейс         |                      |

## Виробництво
10 червня 2024 року Warner Bros. Pictures оголосила, що розробляється продовження фільму «Практична магія» 1998 року, сценарій до якого написав Аківа Голдсман. Сандра Буллок та Ніколь Кідман вели переговори щодо повторення своїх ролей та продюсування фільму разом з Деніз Ді Нові. 13 червня 2024 року Кідман підтвердила, що повернеться разом з Буллок.
У січні 2025 року Сюзанна Бір вела переговори щодо режисури фільму. Бір була затверджена в якості режисера у травні 2025 року, тоді як Джої Кінг почала переговори щодо участі у касті. У липні Кінг отримала нерозголошену роль, до акторського складу також доєдналися Шоло Марідуенья, Мейзі Вільямс, Лі Пейс та Соллі Маклеода.
Основні зйомки розпочалися 18 липня 2025 року на студії Warner Bros. Studios у Лівсдені в Англії.

## Реліз
Вихід заплановано на 18 вересня 2026 року.